# Budynek Świętojańska 20 w Bydgoszczy
Budynek Świętojańska 20 w Bydgoszczy – zabytkowy budynek oświatowy w Bydgoszczy, początkowo szkoła powszechna, od 2004 r. w gestii Collegium Medicum Uniwersytetu Mikołaja Kopernika.

## Położenie
Budynek znajduje się w Śródmieściu Bydgoszczy, w północnej pierzei ul. Świętojańskiej.

## Historia
Budynek został wzniesiony w latach 1887–1888 na siedzibę Podwójnej Szkoły Ludowej zwanej „Johannischule”. Projekt wykonał miejski radca budowlany Carl Meyer. Był to pierwszy specjalnie zbudowany na cele szkoły ludowej okazały budynek w Śródmieściu Bydgoszczy.
Zgodnie z pierwotnym założeniem nowy budynek został przeznaczony dla podwójnej szkoły ludowej (niem. Doppel Volksschule) – złożonej z dwu oddzielnych szkół, jednej dla dziewcząt i drugiej dla chłopców. Szkoły te miały charakter wielowyznaniowy, w których językiem wykładowym był niemiecki. W publicznych szkołach ludowych kształcono dzieci w wieku od 6 do 14 lat. Uczniowie zdobywali w nich wiedzę w zakresie elementarnym. Zwyczajową nazwą szkoły stało się określenie „Szkoła Jana” (niem. Johannischule) od nazwy ulicy, przy której zbudowano budynek szkolny.
W okresie międzywojennym mieściła się tu podwójna 7-klasowa polska Szkoła Powszechna im. św. Jana. W 1933 r. kierownikiem szkoły męskiej (nr 3) był Parzych, a żeńskiej (nr 4) – Markowska.
Od 1924 roku aż do wybuchu wojny na terenie szkoły działała m.in. XII Drużyna Harcerska im. Księcia Józefa Poniatowskiego.
Po 1945 roku w gmachu umieszczono Szkołę Podstawową nr 4 im. Marii Konopnickiej. W latach 70. XX w. znajdowała się tu Zasadnicza Szkoła Zawodowa i Liceum Zawodowe o specjalności mechanik budowy maszyn i mechanik obróbki skrawaniem.
W 2003 r. władze miejskie przekazały obiekt Akademii Medycznej. W 2004 r. uczelnia ta połączyła się z UMK w Toruniu tworząc Collegium Medicum Uniwersytetu Mikołaja Kopernika w Bydgoszczy.
W 2010 r. w budynku znajdowały się jednostki uczelniane, m.in.: Studium Wychowania Fizycznego i Sportu, Studium Medycyny Społecznej, Katedra i Zakład Podstaw Kultury Fizycznej, Katedra i Zakład Terapii Manualnej i inne.

## Architektura
Budynek został wzniesiony w stylu historyzującym. Jest wzniesiony na rzucie prostokąta. Posiada piwnice w typie sutereny, dwie kondygnacje oraz dach czterospadowy z lukarnami.
Elewacja frontowa południowa jest symetryczna, z dwoma ryzalitami wejściowymi, zwieńczonymi uskokowymi szczytami. Drzwi wejściowe ujęte są przez ostrołukowe portale. Na wysokości I piętra występuje fryz kordonowy. Elewacje zwieńczone są fryzem arkadkowym i gzymsem koronującym. W elewacji tylnej w miejscu ryzalitów występują płyciny wysokości trzech kondygnacji, ze zdwojonymi oknami o łuku ostrym.

## Galeria

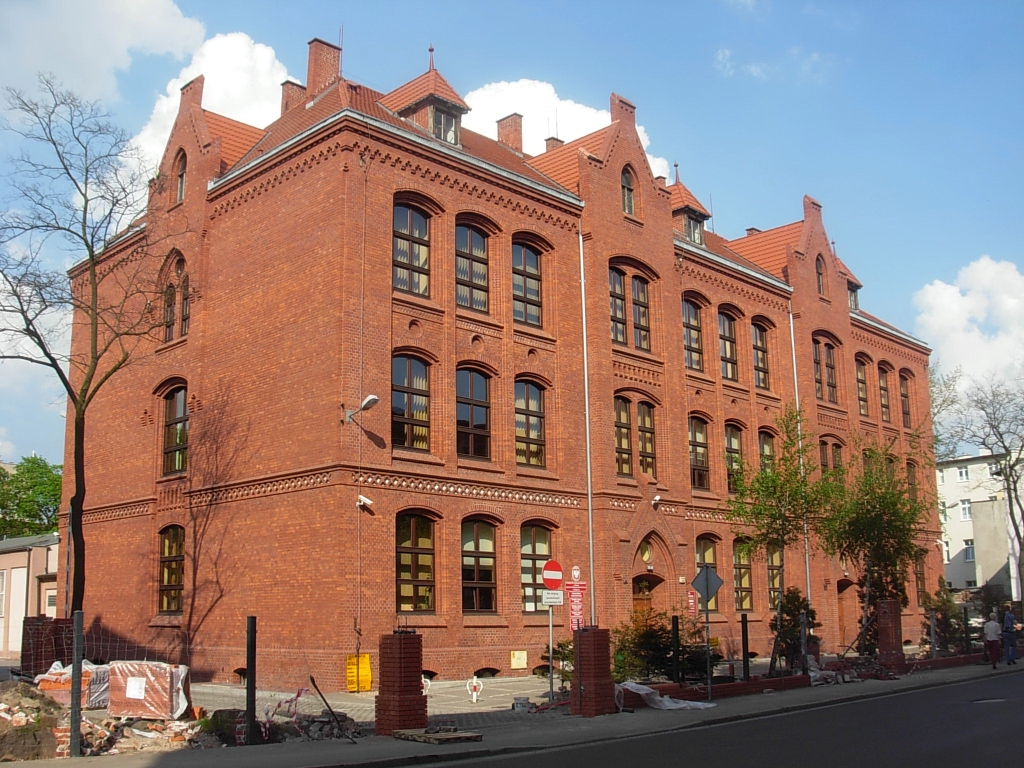
Widok od frontu
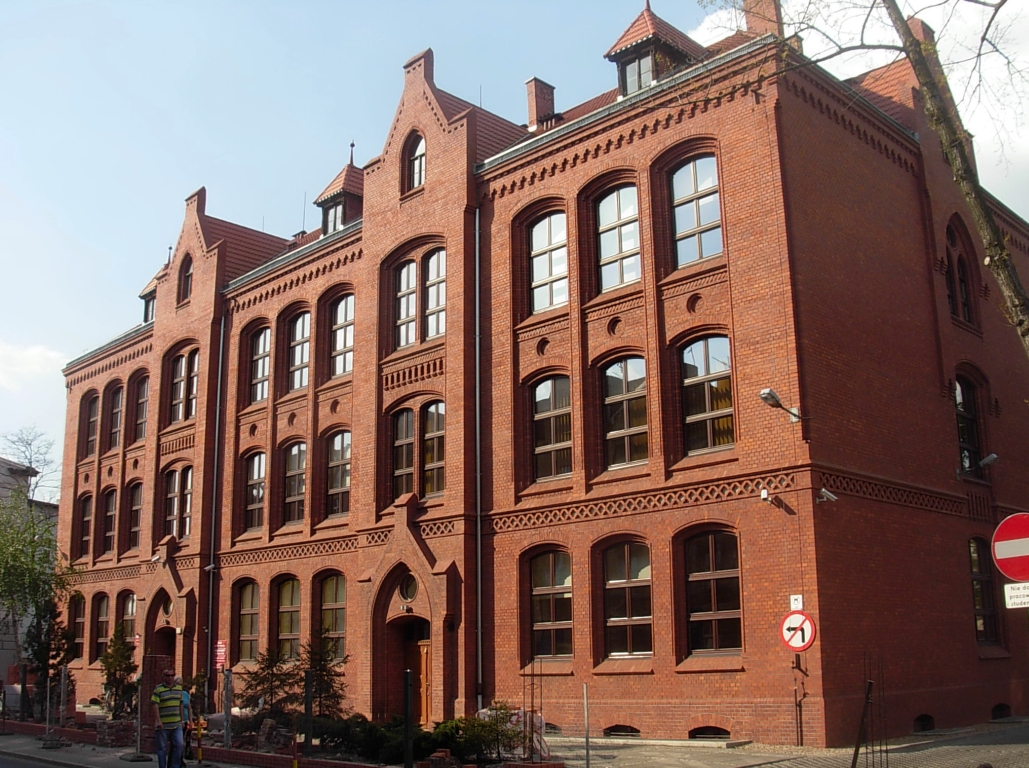
Widok jw.
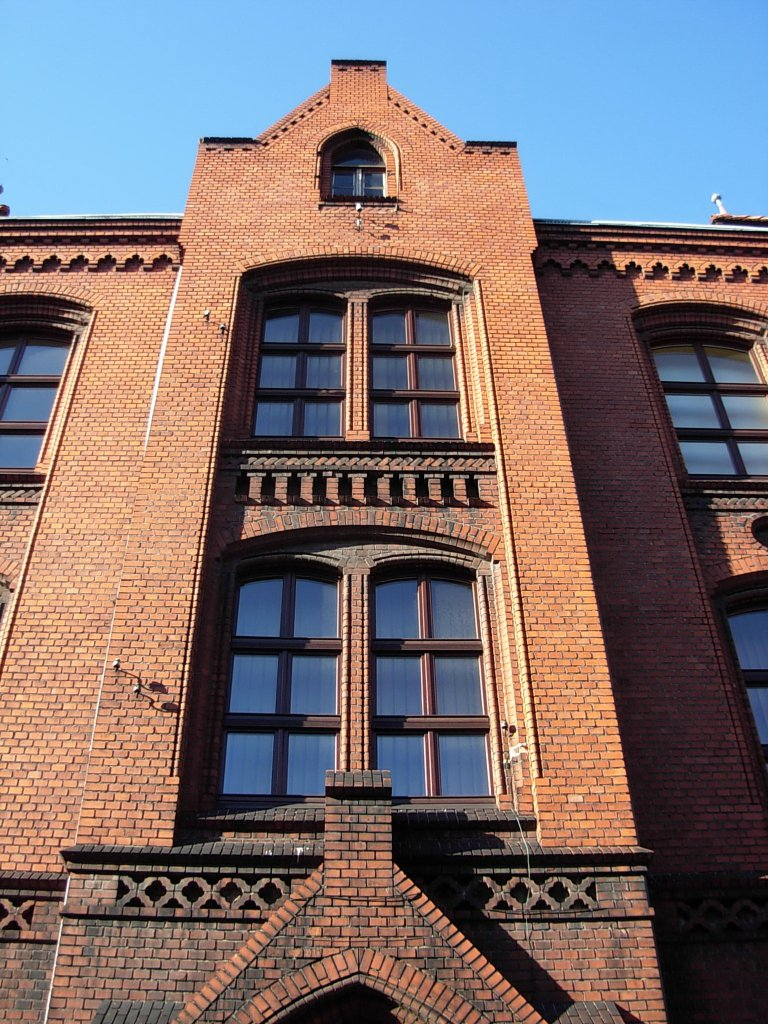
Ryzalit